# Рупци (Плевенская область)
Рупци (болг. Рупци) — село в Болгарии. Находится в Плевенской области, входит в общину Червен-Бряг. Население составляет 1 220 человек.

## Политическая ситуация
В местном кметстве Рупци, в состав которого входит Рупци, должность кмета (старосты) исполняет Георги Лилов Георгиев (Граждане за европейское развитие Болгарии (ГЕРБ)) по результатам выборов правления кметства.
Кмет (мэр) общины Червен-Бряг — Данаил Николов Вылов (независимый) по результатам выборов в правление общины.